# Kay Ivey
Pour les articles homonymes, voir Ivey.
Kay Ellen Ivey, née le 15 octobre 1944 à Camden (Alabama), est une femme politique américaine, membre du Parti républicain et gouverneure de l'Alabama depuis le 10 avril 2017. Elle succède à Robert J. Bentley en sa qualité de lieutenant-gouverneur de l'Alabama lorsque ce dernier présente sa démission, avant de remporter un mandat complet lors des élections de 2018.
Elle est la deuxième femme à occuper la fonction de gouverneur de l'Alabama, après Lurleen Wallace, qui a occupé la fonction entre janvier 1967 et mai 1968.

## Biographie

### Avant 2017
Elle est secrétaire au Trésor de l'Alabama entre 2003 et 2011, lieutenant-gouverneure de cet État entre 2011 et 2017 avant de devenir gouverneure le 10 avril 2017 à la suite de la démission de Robert Bentley. 

### Gouverneure de l'Alabama (depuis 2017)
Dès ses premiers jours en fonction, Ivey promulgue une loi interdisant aux juges d'outrepasser la décision d'un jury sur la détermination de la peine relativement à la commission d'un meurtre passible de la peine capitale. Originellement prévue pour offrir davantage de garanties procédurales à l'accusé condamné de manière injustifiée à la peine de mort par un jury emballé, cette disposition a plutôt eu l'effet contraire. Les juges s'en sont servis pour condamner à mort des accusés contre la volonté de la population et une récurrence a été observée pour de telles condamnations dans des cas concernant des accusés afro-américains et des victimes blanches. La constitutionnalité d'une telle mesure était également remise en question. 
En mai 2017, elle promulgue plusieurs lois ayant des impacts sur divers pans de la société civile : 
- une loi pour accélérer les appels qui concernent la peine de mort et les processus d'exécutions[2] ;
- une loi interdisant le retrait de tout monument exposé au public et les changements toponymiques visant des lieux dont le nom existe depuis 40 ans ou plus, ceci ayant pour effet de protéger les monuments issus de l'époque des États confédérés[3] ;
- une loi permettant aux agences d'adoption de refuser de placer des enfants avec des couples homosexuels, suivant les croyances religieuses de l'organisation[4],[5].

En avril 2018, elle promulgue une loi exemptant les professionnels œuvrant dans le développement économique de s'enregistrer comme lobbyiste auprès de l'État comme le requéraient les législations étatiques en matière d'éthique, ceci dans l'objectif de favoriser le développement économique,.  
En mai 2018, elle promulgue une loi autorisant les administrateurs des écoles à posséder une arme à feu sur les lieux de l'école afin de prévenir « une menace sérieuse de mort ou de blessure grave causée par une personne armée ayant fait irruption dans l'école ». Cette permission serait accordée conditionnellement à la réussite d'un programme de qualification dispensé par l'État.     

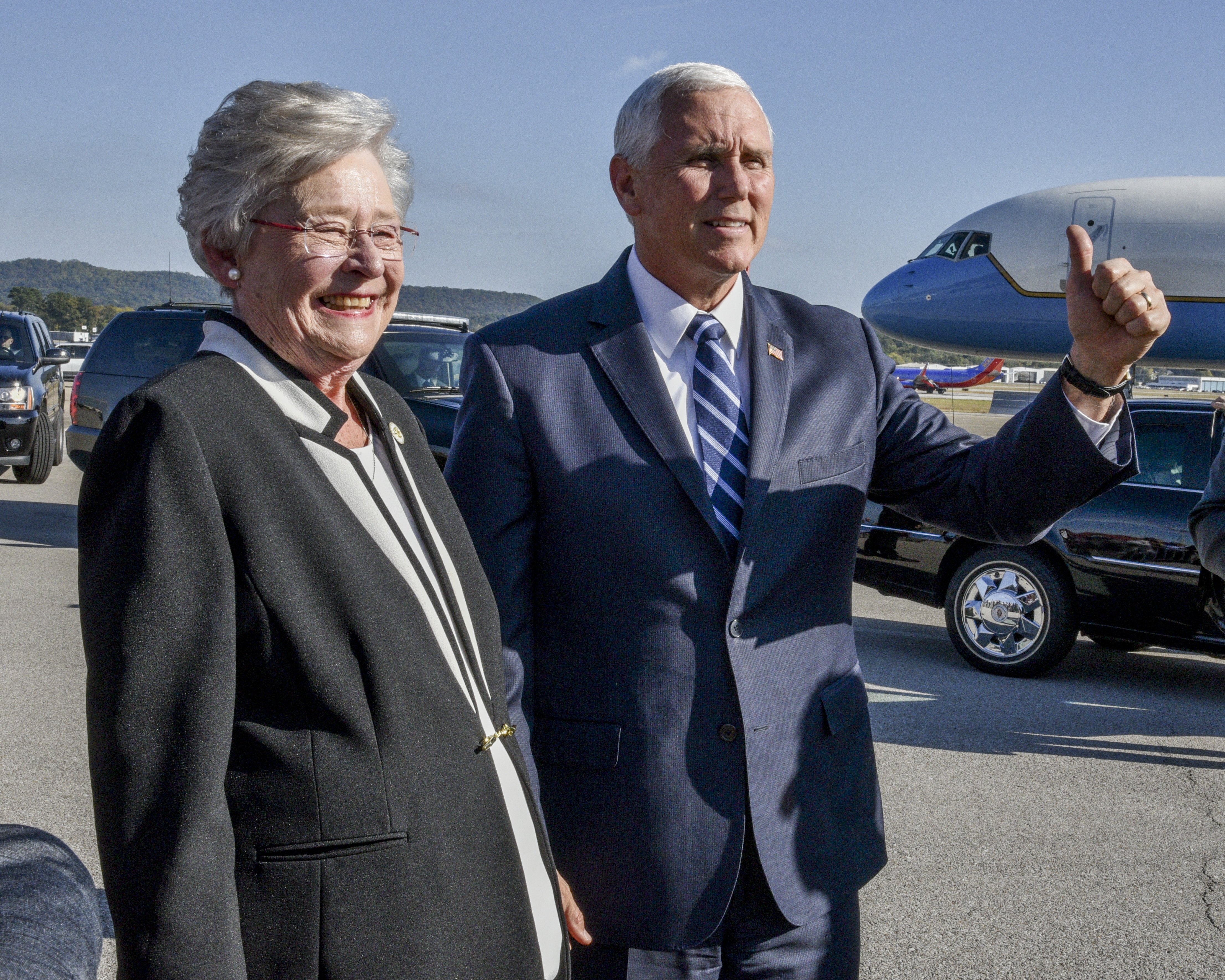
Kay Ivey lors d'une visite en Alabama du vice-président Mike Pence en octobre 2018.

Candidate à sa propre succession lors de l'élection du 6 novembre 2018, elle est reconduite en obtenant 59,5 % des voix. Elle prête serment le 14 janvier 2019 pour un mandat de quatre ans.
Après le blocage par une cour d'appel alabamienne d'un projet de loi restreignant le recours à l'interruption volontaire de grossesse (IVG) en août 2018, Ivey se dit « déçue par la décision, mais que cela ne doit pas décourager notre engagement inébranlable à protéger les vies des enfants à naître, même si cela signifie de porter cette cause devant la Cour suprême ». Elle ajoute que « cette décision démontre clairement le besoin de juges conservateurs à la Cour suprême » et qu'elle attend avec impatience la confirmation de Brett Kavanaugh en tant que juge. La Cour suprême a plus tard refusé d'entendre l'appel. 
En mai 2019, Ivey rapplique avec une loi plus stricte restreignant simplement le recours à l'IVG, même en cas de viol ou d'inceste, précédemment adoptée par la Chambre des représentants et le Sénat de l’État. Cette loi criminaliserait le fait pour une personne de pratiquer un avortement ou de tenter de le faire. Dans le premier cas, la personne coupable serait passible de 99 ans de prison. Sachant que la loi va à l'encontre de l'arrêt Roe v. Wade, autorisant la pratique de l'avortement au pays, les autorités de l'État anticipent un long combat juridique visant à remettre en question cet arrêt. La loi est effectivement bloquée plus tard par un juge fédéral de l'Alabama.